# 毡毛花椒
毡毛花椒（学名：Zanthoxylum tomentellum）为芸香科花椒属下的一个种。

## 扩展阅读
- 維基物種上的相關：毡毛花椒